# Evergestis
Evergestis is een geslacht van vlinders uit de familie grasmotten (Crambidae). De wetenschappelijke naam en de beschrijving van dit geslacht werden in 1825 gepubliceerd  door Jacob Hübner
De typesoort is Pyralis margaritalis Denis & Schiffermüller, 1775

## Soorten
- E. aegyptiacalis Caradja, 1916
- E. aenealis (Denis & Schiffermüller, 1775) (Egale valkmot)
- E. affinis Amsel, 1951
- E. africalis (Guenee, 1854)
- E. albifuscalis (Hampson, 1900)
- E. alborivulalis (Eversmann, 1843)
- E. anartalis (Staudinger, 1892)
- E. angularis Seizmair, 2021
- E. angustalis (Barnes & McDunnough, 1918)
- E. anticlina Munroe, 1959
- E. antofagastalis Munroe, 1959
- E. arcuatalis (Hampson, 1900)
- E. aridalis Barnes & McDunnough, 1914
- E. atrapuncta Maes, 2011
- E. bamianalis Amsel, 1970
- E. bilinealis Walker, 1866
- E. borregalis Munroe, 1974
- E. boursini Amsel, 1939
- E. brunnea Munroe, 1959
- E. caesialis (Herrich-Schäffer, 1849)
- E. comealis Amsel, 1961
- E. comstocki Munroe, 1974
- E. consimilis Warren, 1892
- E. desertalis (Hübner, 1813)
- E. dilutalis (Herrich-Schäffer, 1848)
- E. dischematalis Munroe, 1995
- E. dognini Hampson, 1918
- E. dumerlei Leraut, 2003
- E. dusmeti Agenjo, 1955
- E. elbursalis Amsel, 1961
- E. eurekalis Barnes & McDunnough, 1914
- E. exoticalis (Snellen, 1875)
- E. extimalis - Aangebrande valkmot (Scopoli, 1763)
- E. flavifuscalis Rebel, 1903
- E. forficalis (Linnaeus, 1758) - lijnvalkmot
- E. frumentalis (Linnaeus, 1761)
- E. fulgura (Le Cerf, 1933)
- E. funalis (Grote, 1878)
- E. grummi (Christoph, 1885)
- E. hazara Amsel, 1970
- E. hoenei Caradja, 1939
- E. holophaealis (Hampson, 1913)
- E. hordealis Chrétien, 1915
- E. hyrcanalis Amsel, 1961
- E. impervialis Sinev & Korb, 2021
- E. infirmalis (Staudinger, 1870)
- E. inglorialis Hampson, 1918
- E. insiola (Dyar, 1925)
- E. isatidalis (Duponchel, 1833)
- E. junctalis (Warren, 1892)
- E. koepckei Munroe, 1959
- E. kopetdagensis Kuznetsov, 1958

- E. laristanalis Amsel, 1961
- E. lichenalis Hampson, 1900
- E. limbata Linnaeus, 1767 - gezoomde valkmot
- E. lunulalis Barnes & McDunnough, 1914
- E. lupalis Zerny, 1928
- E. manglisalis (Erschoff, 1877)
- E. marionalis Leraut, 2003
- E. marocana (D. Lucas, 1856)
- E. merceti Agenjo, 1933
- E. mimounalis (Oberthür, 1922)
- E. montis Maes, 2012
- E. mundalis (Guenee, 1854)
- E. nicolasi Morente, Gastón & Ylla, 2015
- E. nolentis Heinrich, 1940
- E. nomadalis (Lederer, 1870)
- E. obliqualis (Grote, 1883)
- E. obscuralis (Hampson, 1912)
- E. obsoletalis Filipjev, 1931
- E. osthelderi (Schawerda, 1932)
- E. paghmanalis Amsel, 1970
- E. pallidata - Bonte valkmot (Hufnagel, 1767)
- E. palousalis Munroe, 1974
- E. pechi (Bethune-Baker, 1885)
- E. perobliqualis Hampson, 1906
- E. petasalis Zerny, 1939
- E. placens (Walker, 1866)
- E. plumbofascialis (Ragonot, 1894)
- E. politalis (Denis & Schiffermüller, 1775)
- E. rimosalis (Guenée, 1854)
- E. russulatalis (Hampson, 1900)
- E. scopicalis (Hampson, 1908)
- E. segetalis (Herrich-Schäffer, 1851)
- E. serratalis (Staudinger, 1870)
- E. sexmaculosus (Matsumura, 1925)
- E. shirazalis Amsel, 1954
- E. simulatilis (Grote, 1880)
- E. sophialis (Fabricius, 1787)
- E. sorhageni (Sauber, 1899)
- E. spiniferalis (Staudinger, 1900)
- E. subfuscalis (Staudinger, 1870)
- E. subterminalis Barnes & McDunnough, 1914
- E. tenuiscriptalis Rebel, 1903
- E. triangulalis Barnes & McDunnough, 1914
- E. umbrosalis (Fischer von Röslerstamm, 1842)
- E. unimacula (Grote & Robinson, 1867)
- E. vagabundalis (Christoph, 1887)
- E. vinctalis Barnes & McDunnough, 1914
- E. viridifuscalis Seizmair, 2021
- E. zernyi Schawerda, 1924